# Evotella rubiginosa
Evotella es un género monotípico de orquídeas Orchidaceae. Tiene una única especie: Evotella rubiginosa (Sond. ex Bolus) Kurzweil & H.P.Linder.
Fue propuesto en 1991 como un género con una sola especie. Tiene afinidades morfológicas con la mayoría de los otros géneros de la subtribu Coryciinae a la que pertenece. Su única especie es endémica del suroeste de Cabo del Norte en Sudáfrica en la que vive en  tierra entre los arbustos en las praderas.
El nombre es un diminutivo del género Evota, que ahora se considera sinónimo de Ceratandra.

## Descripción
Las plantas tienen las raíces delicadas con pequeños tubérculos ovoides, de la que surgen tallos con pocas hojas, muy pequeñas, suaves y lineales.  La inflorescencia es terminal, con unas ocho a diez flores pequeñas resupinadas, apenas abiertas, de color blanco y marrón.  El labelo es amplio y triangular. La columna contiene dos polinias.
Viven en colonias de veinte a treinta plantas, cuya floración ocurre en primavera, alentada por los incendios ocasionales. Las flores segregan aceite, recogido por las abejas rediviva, de la familia Melittidae, con esta actividad polinizan las flores al llevar el polen en las patas.

## Taxonomía
Evotella rubiginosa fue descrita por (Sond. ex Bolus) Kurzweil & H.P.Linder y publicado en Plant Systematics and Evolution 175(3–4): 215. 1991.
Sinónimos
- Pterygodium rubiginosum Sond. ex Bolus, J. Linn. Soc., Bot. 20: 486 (1884).
- Corycium rubiginosum (Sond. ex Bolus) Rolfe in W.H.Harvey & auct. suc. (eds.), Fl. Cap. 5: 111 (1913).[1]